# Michael Saxell
Michael Saxell, född 1 oktober 1956 i Helsingborgs Maria församling, är en svensk låtskrivare och artist. Han bor i Ystad och har bl.a skrivit en sång som förekom i Colin Nutleys film Änglagård – andra sommaren och även i filmen Blådårar förekommer viss musik av honom. Saxell har över 300 låtar inspelade av andra artister.[källa behövs]Han har även skrivit text och musik till sångerna "När en flicka talar skånska" och "Om himlen och Österlen". 
Michael Saxell växte upp i Malmö och bodde från 1975 till 1991 i Vancouver i Kanada. En barndomskamrat var Björn Holm som också växte upp i samma hyreshus i Malmö och de lekte tillsammans och skrev låtar från 7 års ålder.[källa behövs] 
År 1991 flyttade Saxell från Vancouver till Ystad med hustrun Jennifer Saxell och tre av deras barn och skrev då den självbiografiskt baserade Om himlen och Österlen och 1992 skrev han När en flicka talar skånska.
1994 vikarierade han i det svenska dansbandet Wizex, där han spelade gitarr och keyboards.
Michael Saxell är en av upphovsmännen till låten If I Were Sorry som vann Melodifestivalen 2016 framförd av Frans Jeppsson Wall. Den passerade 7 x platinastatus i Sverige i början av 2018 och hade mer än 102 miljoner spelningar på Spotify i januari 2023. 2017 vann den Årets Låt Grammisen vid en gala på Konserthuset i Stockholm.
Han skrev Johnny G (The Guidetti Song), ettan på svenska singelförsäljningslistan och ettan på svenska Top 20-listan i augusti 2015 tillsammans med Fredrik Andersson och Ingvar Irhagen. Dessa tre är också artistkollektivet Badpojken. Johnny G var etta i sex veckor på Sverigetopplistans Dancelista. Den låg även etta på Spotify Sweden Top 50 och hade spelats över 39 miljoner gånger i december 2018. 
Back Of A Map Of The Moon, skriven av Michael Saxell och Craig Jacks finns med på Terry Jacks Greatest Hits album från september 2015 "...starfish on the beach - The Terry Jacks Collection".
Saxell medverkar som ende låtskrivare förutom artisterna själva på kanadensiska rockarna Bachman & Turners (före detta BTO) album från september 2010 med låten "Repo Man", som är samskriven med Randy Bachman.
Michael Saxell är en av artisterna på The Keith Reid Project-albumet The Common Thread, som släpptes hösten 2008. Övriga artister är John Waite, Chris Thompson, Southside Johnny, Terry Reid, Bernie Shanahan, Steve Booker och Chaz Jankel.
Saxell turnerade i maj 2005 i Estland med Tomas Tranströmer, Jacques Werup, Eva Runefelt med flera och spelade bland annat i Tallinn och Kohtla-Järve.
Michael Saxells internationella samarbeten inkluderar Toto-musikern  Steve Porcaro, Eric Bazilian, Keith Reid, Dickey Lee,  Craig Northey, Randy Goodrum, Maurizo Fabrizio, Peter McCann, Tim Krekel, Randy Bachman, Cris Moore, Sam och Annie Tate. Michael Saxells svenska låtskrivarpartners inkluderar Douglas Carr, Agi Lindroth, Christoffer Lundquist, Peter Lundblad, Mikael Wiehe, Ingela "Pling" Forsman, Mikael Rickfors, Brolle Wallmark och Jacques Werup.
Saxell och Werup skrev musik och text till konsertföreställningarna Levande tillsammans och En känsla av ljus. De turnerade i Sverige 2004–2007 tillsammans med bland andra Lill Lindfors, Jan Lundgrens trio och Mats Ronander.
Saxell har turnerat i olika konstellationer från Skåne i söder till Norrbotten i norr och har bland annat uppträtt fem gånger på Visfestivalen i Västervik. Han har under årens lopp även spelat mycket live internationellt, främst i västra Kanada och USA.
Saxell var förband för brittiske rockgitarristen Jeff Beck på dennes kanadensiska turné 1980[källa behövs] och året därefter gavs hans soloalbum It's Good To Be Alive ut av Mercury/PolyGram. Skivan är inspelad i Bullfrog Studios i Vancouver, där han även var anställd som studiomusiker och in-house-producent mellan 1979 och 1990. 
Saxell turnerade dessutom i Kanada och USA under 1980-talet i olika orkestrar. Mot slutet av 1980-talet blev han för första gången inbjuden att skriva på musikförlaget EMI Music i Nashville och han har senare även skrivit låtar för bland annat Universal Music Nashville.[källa behövs] 1994 komponerade han musiken till Det vackraste jag vet med text av Ingela "Pling" Forsman och kom tvåa i Melodifestivalen. Gladys del Pilar framförde sången i tävlingen.
2006 producerade Michael Saxell Lill Lindfors album Här är den sköna sommar. Skivan låg som högst på tolfte plats på svenska försäljningslistan 2006.
Han komponerade grammisvinnaren, "Bästa poplåten" och "Mest spelade på litauisk radio 2007" Yra kaip yra med artisten Mia. Sången är skriven tillsammans med Christian Svensson och Sandra Bjurman.
Sommaren 2008 släpptes Alltid en vals (Egna händer), som är resultatet av ett samarbete mellan Michael Saxell och Jalle Lorensson och innehåller tretton kompositioner av Saxell. I februari 2013 kom albumet "Saxell Jalle Bandet" (Egna händer 2013).
Hans senaste svenska solo-CD heter Om himlen och Österlen (Egna händer 2007). 2005 kom senaste solo-CD:n med engelska låtar Wonky Windmill. (Rootsy/Cobblestone Music)

## Priser och utmärkelser
- Johnny Bode-stipendiet,  1995
- Ystads kommuns kulturpris,  2007
- SKAP:s stipendiefond till Evert Taubes minne,  2010[1]
- Melodifestivalen 2016,  2016

[Redigera Wikidata]

## Diskografi
- 1981 – It's Good to Be Alive (Mercury/PolyGram)
- 1986 – Red and Blue, Wide Road (Music/EMI)
- 2005 – Wonky Windmill (Rootsy/Cobblestone Music)
- 2006 – Om himlen och Österlen (Egna Händer)
- 2008 – The Common Thread" (The Keith Reid Project) (Rockville Music)
- 2008 – Alltid en vals med Jalle Lorensson (Egna Händer)
- 2009 – Christmas – the Living Room Recordings med Jennifer Saxell (Egna Händer)
- 2013 – Saxell Jalle Bandet (Egna Händer)

## Diskografi (som producent)
- 1988 – Lost It All, Adversity, Manic Ears
- 1996 – Karin Glenmark (Pool Sounds/Carlton Music)
- 2004 – Gör mig lite levande, Lill Lindfors & Jacques Werup, (Gazell)
- 2005 – Sken, Jacques Werup, (Gazell)
- 2006 – Här är den sköna sommar, Lill Lindfors (EMI)